# 失去了才了解 (珍娜·傑克森單曲)
《失去了才了解》（Got 'til It's Gone）是美國黑人女歌手珍娜·傑克森在1997年9月發行的單曲，這首單曲在英國單曲榜獲得第6名。〈失去了才了解〉為珍娜·傑克森奪得第40屆葛萊美獎「最佳短篇音樂錄影帶獎」（Best Short Form Music Video），這是她第四度獲得葛萊美獎。

## 資料

### 單曲簡介
〈失去了才了解〉最早收錄於珍娜·傑克森第六張錄音室專輯《華麗的冒險》（英語：The Velvet Rope），這首歌曲部分取樣自加拿大民謠女歌手瓊妮·蜜雪兒在1970年推出的經典歌曲〈Big Yellow Taxi〉。〈失去了才了解〉的曲風充滿著黑人嘻哈的味道，珍娜·傑克森以淺唱低吟唸歌的方式詮釋這首歌曲，歌詞顧名思義就是呼籲人要珍惜現有的，學著去感謝，勿將一切視為理所當然。
珍娜·傑克森藉著〈失去了才了解〉的音樂影片闡述對自我身份認同的嚴肅話題，因長久以來，美國一直存在著嚴重的種族歧視社會問題，有色人種被自視甚高的白人處處打壓，這些不平等的對待事件從未消彌過。身為黑人的珍娜·傑克森想藉此告訴大家，她的外在膚色是黑色，而她的內在心理就是個黑人，她並非有那種身為黑人但內心卻有著自己是個白人的念頭。

### 商業成績
〈失去了才了解〉是專輯《華麗的冒險》推出的首支單曲，不過它並未在美國地區發行，因此無緣進入告示牌單曲榜。1997年10月4日在英國單曲榜獲得第6名的成績。

### 獎項評價紀錄
〈失去了才了解〉為珍娜·傑克森再奪下一座葛萊美獎，它獲得第40屆葛萊美獎「最佳短篇音樂錄影帶獎」（Best Short Form Music Video）。